# Bench Crater
Bench Crater – meteoryt odkryty na Księżycu w 1969 przez astronautów z załogi Apollo 12. Był to pierwszy meteoryt znaleziony poza Ziemią. Został sklasyfikowany przez Towarzystwo Meteorytowe (Meteoritical Society) jako chondryt węglisty.